# Domaine Louis Renault
Le domaine Louis Renault est un ancien domaine agricole créé, puis développé, de 1906 à 1944, par l'industriel Louis Renault. Composé de vastes terres agricoles et de nombreux édifices tels que châteaux et fermes, cet ensemble se répartit sur 1 700 hectares au sein des communes d'Andé, Connelles, Daubeuf-près-Vatteville, Herqueville, Muids et Porte-Joie, dans le département de l'Eure en région Normandie.
Durant les décennies au cours desquelles il est propriétaire du domaine, Louis Renault s'évertue à créer une "ville idéale", lieu à la fois de modernité agricole et d'organisation sociétale modèle. Pour cela, il développe les aspects organisationnel (par l’application des méthodes de production et de gestion que l’industriel avait déjà mises en œuvre dans ses usines), structurel (en créant un modèle de ferme spécifique avec ses entrées monumentales, ses tours-silos, ses paddocks à taureaux, etc.) et architectural (par le développement, au travers des constructions nouvelles, d'un "style Renault", caractérisé notamment par le mélange de l'architecture traditionnelle et des techniques modernes et par l'utilisation de la bichromie).
Mais le domaine agricole, qui s'avère être un « colosse aux pieds d'argile », ne peut fonctionner économiquement en totale autonomie et ne doit sa subsistance qu'aux apports financiers réguliers de Louis Renault.
Après le décès de celui-ci en 1944, le domaine est repris par son fils Jean-Louis qui en réoriente la production. Mais cela s'avère être un échec et, en 1960, les terres et les fermes sont vendues.

## Localisation
Le domaine Louis Renault se situe sur le territoire des communes d'Andé, Connelles, Daubeuf-près-Vatteville, Herqueville, Muids et Porte-Joie, dans le Nord du département de l'Eure, au sein de la région naturelle de la vallée de la Seine,. Il occupe la quasi-totalité d'un méandre du fleuve localisé entre Louviers à l'ouest, Les Andelys à l'est et Gaillon au sud.

## Histoire

### Acquisition

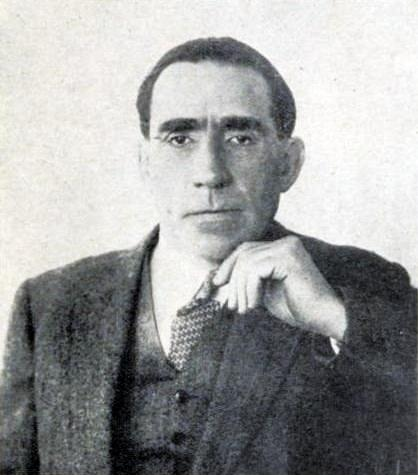
Louis Renault en 1929.

Au début du XXe siècle, Louis Renault est, avec son frère Fernand, à la tête de la marque automobile Renault alors en plein essor. Cherchant à acquérir un domaine à la campagne, il arrête son choix sur la commune d'Herqueville, dans le Nord du département de l'Eure. Cette commune le séduit d'abord par sa situation, à une centaine de kilomètres de Paris en direction de Rouen et facilement accessible depuis la capitale. Par ailleurs, de par sa position en bordure du plateau du Vexin normand et au cœur de la vallée de la Seine, le site possède à la fois de bonnes terres cultivables (pour la ferme) et un accès au fleuve (Louis Renault, propriétaire d’un yacht, est un grand amateur de promenades sur l'eau). Enfin, l'environnement d'Herqueville, entourée de forêts giboyeuses, est également vu comme un atout par Louis Renault, alors passionné de chasse.

### Création et constitution
La constitution du domaine, étalée sur près de quarante ans, se fait en trois grandes étapes :
- de 1906 à 1922. Louis Renault achète un premier domaine de 420 ha, le domaine de la Batellerie (qui comprend des terres situées à Herqueville ainsi que deux fermes dans la commune voisine de Daubeuf-près-Vatteville). Grâce à d'autres acquisitions, le domaine s'agrandit au sein de la boucle de la Seine et atteint, en 1922, une surface totale de 800 ha ;
- de 1923 à 1933. Le domaine s'étend sur l'autre rive de la Seine, dans la commune de Porte-Joie, et atteint 1 000 ha en 1933 ;
- de 1934 à 1939. Au cours de cette période, le domaine connaît une croissance considérable. En effet, durant l'année 1934, Louis Renault achète une propriété voisine de la sienne à Herqueville, le domaine Lanquest, de 328 ha, qui lui procure également des terres dans les communes voisines de Connelles et Daubeuf. En 1939, le domaine Renault s’étend sur 1 700 ha, répartis sur cinq communes, et compte alors neuf fermes.

Par ailleurs, parallèlement à l'achat de terres et de fermes, Louis Renault acquiert, dans le but de constituer et développer son domaine, des chemins et des bâtiments communaux. C'est notamment le cas de l'ancienne mairie d'Herqueville : cernée par ses propriétés, Louis Renault la fait reconstruire, à ses frais, à l'entrée de son domaine et dans le même style.
Il procède également à l'acquisition de maisons particulières dans lesquelles il loge ses amis ou les cadres de ses usines, à Herqueville même, à Porte-Joie ou à Connelles.

### Objectifs
L'objectif initial de Louis Renault se limite certainement à la seule possession d'une résidence à la campagne dans laquelle il peut recevoir amis, clients et cadres de son entreprise (donc destinée à la fois au travail et à la détente).
Mais, par la suite, au fur et à mesure de ses acquisitions, l'industriel transforme le domaine agricole en un espace d'expérimentation technique et sociale. Le but affiché : faire du domaine « un lieu de modernité agricole mais aussi d'organisation sociétale modèle » qui soit rationnel et rentable,.
Ainsi, Louis Renault assigne trois objectifs au domaine : être une unité de production agricole autonome (céréales, légumes, fruits, ovins, bovins, porcs, volailles, gibier, lait, etc.) ; être un terrain de test des nouvelles machines agricoles produites par ses usines ; être le terrain d’application des méthodes de production et de gestion qu'il avait déjà mises en œuvre dans ses usines.

### La Seconde Guerre mondiale
Durant la Seconde Guerre mondiale, le domaine continue à fonctionner mais au ralenti, notamment car les grandes demeures ou les châteaux servent de centres d'hébergement pour les enfants des ouvriers parisiens mobilisés ou prisonniers. De plus, son activité est réorientée vers une production industrielle, avec l'installation d’un chantier de carbonisation du bois destiné à fabriquer du gaz pour les véhicules à gazogène.

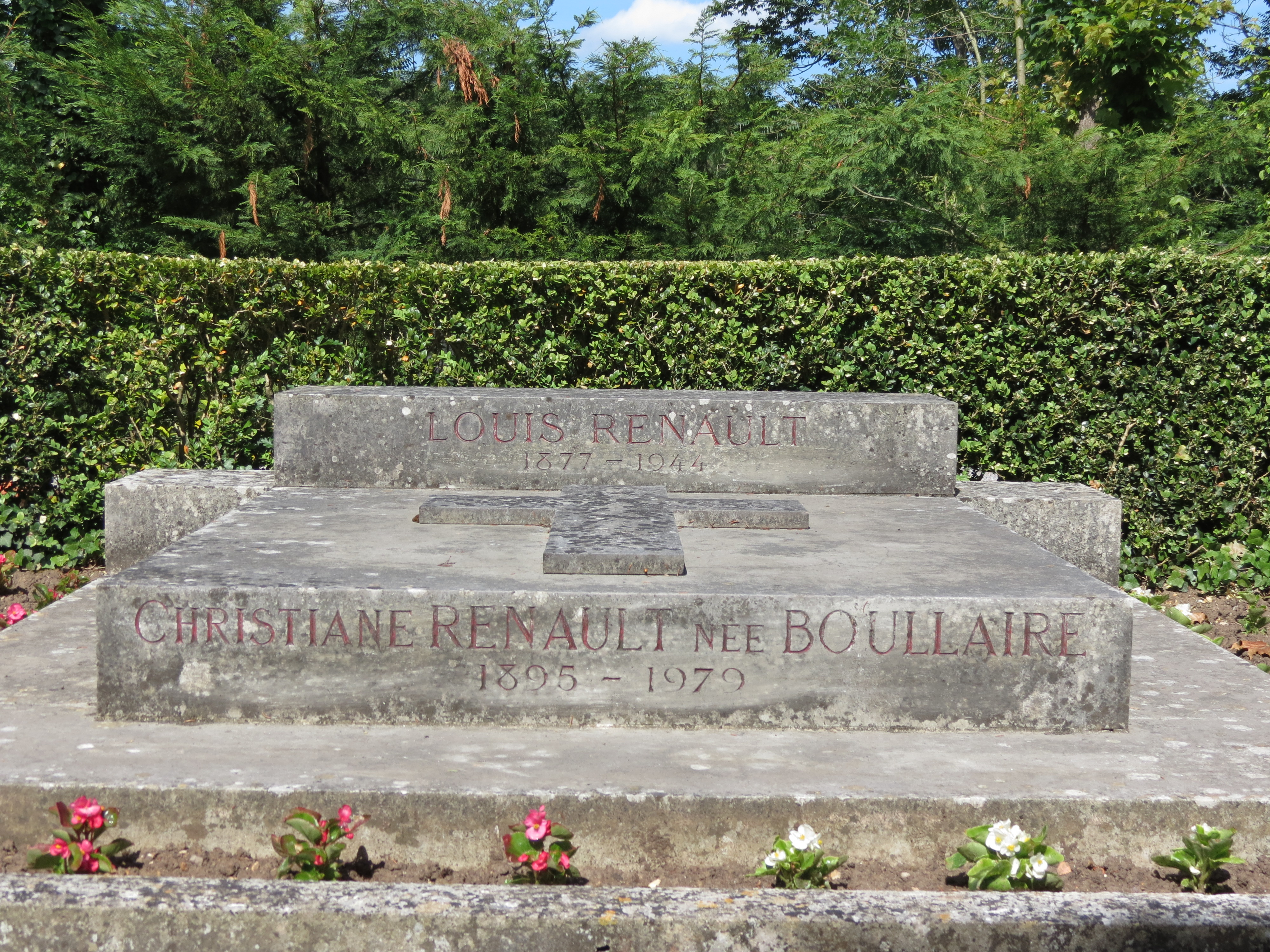
La tombe de Louis Renault et de sa femme Christiane Boullaire.

### L'après Louis Renault
Louis Renault décède le 24 octobre 1944 à l'âge de 67 ans. À la suite des accusations de collaboration dont il fait l'objet, ses usines sont confisquées puis nationalisées. Toutefois, le domaine reste la propriété de sa famille. Et c'est son fils, Jean-Louis, qui le reprend et l'oriente vers des productions agroalimentaires, comme la luzerne déshydratée et la fécule de pomme de terre, puis vers la production industrielle de matériel de bureau. Sans grand succès. En effet, coupé des apports financiers des usines Renault, le domaine périclite et Jean-Louis Renault finit par vendre terres et fermes au début des années 1960. Si aujourd'hui une partie du domaine appartient encore à la famille Renault, la grande majorité des terres et des fermes a été acquise par des agriculteurs et certains bâtiments, dont le château, appartiennent à des personnes extérieures à la famille.

## Inventaire et architecture des édifices

### À Porte-Joie

#### La Grande Ferme
Le cadastre napoléonien de 1834 révèle que la « Grande Ferme » possède de vastes bâtiments aménagés autour d’une cour rectangulaire et un logis de petite taille. Louis Renault y engage d’importants travaux : construction de grands hangars destinés à abriter les machines et les récoltes, creusement d'un silo à betteraves et érection d'un silo à fourrages, d'un paddock à taureaux, d'une niche à chien, d'une pompe à essence, etc..

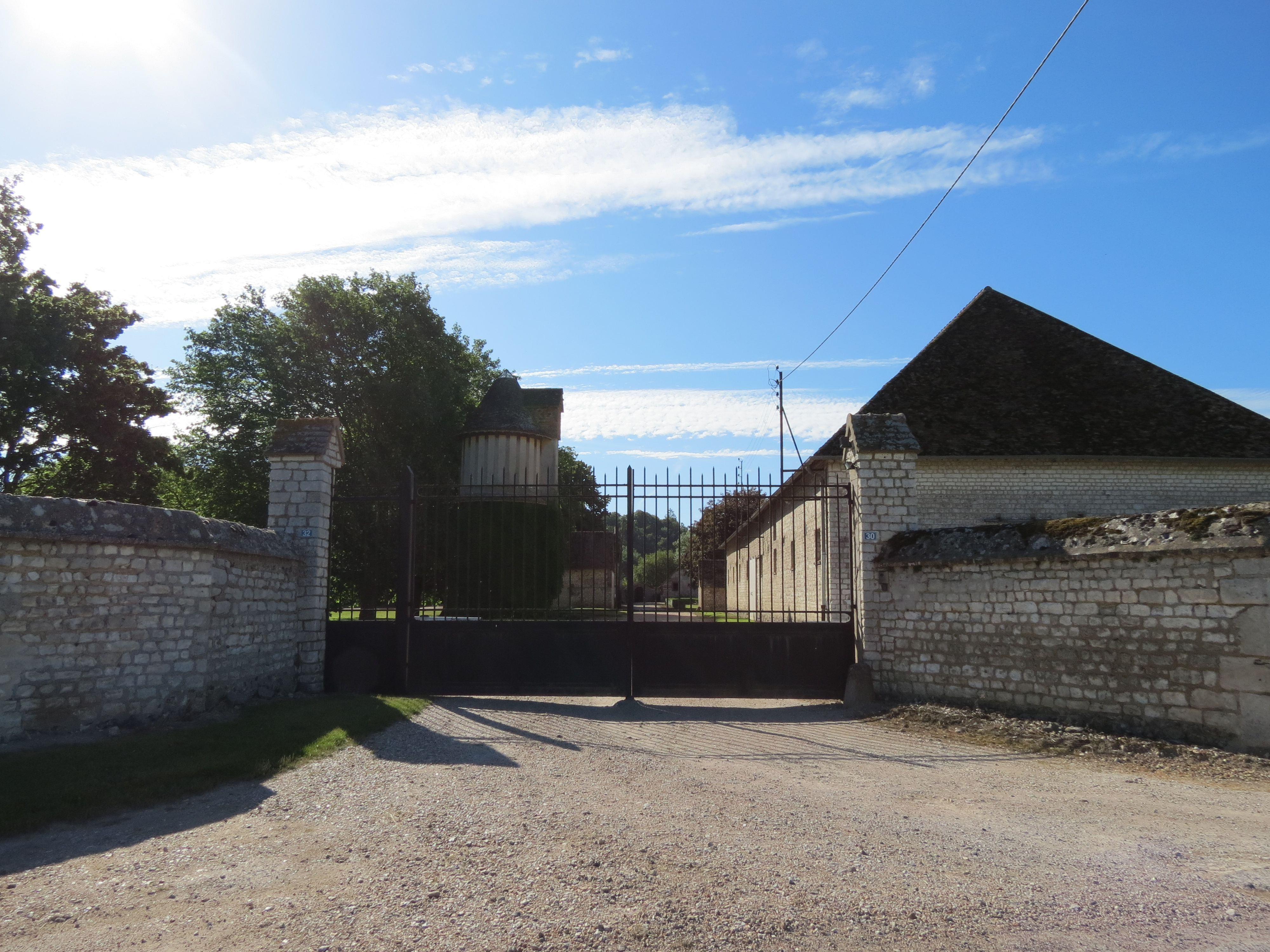
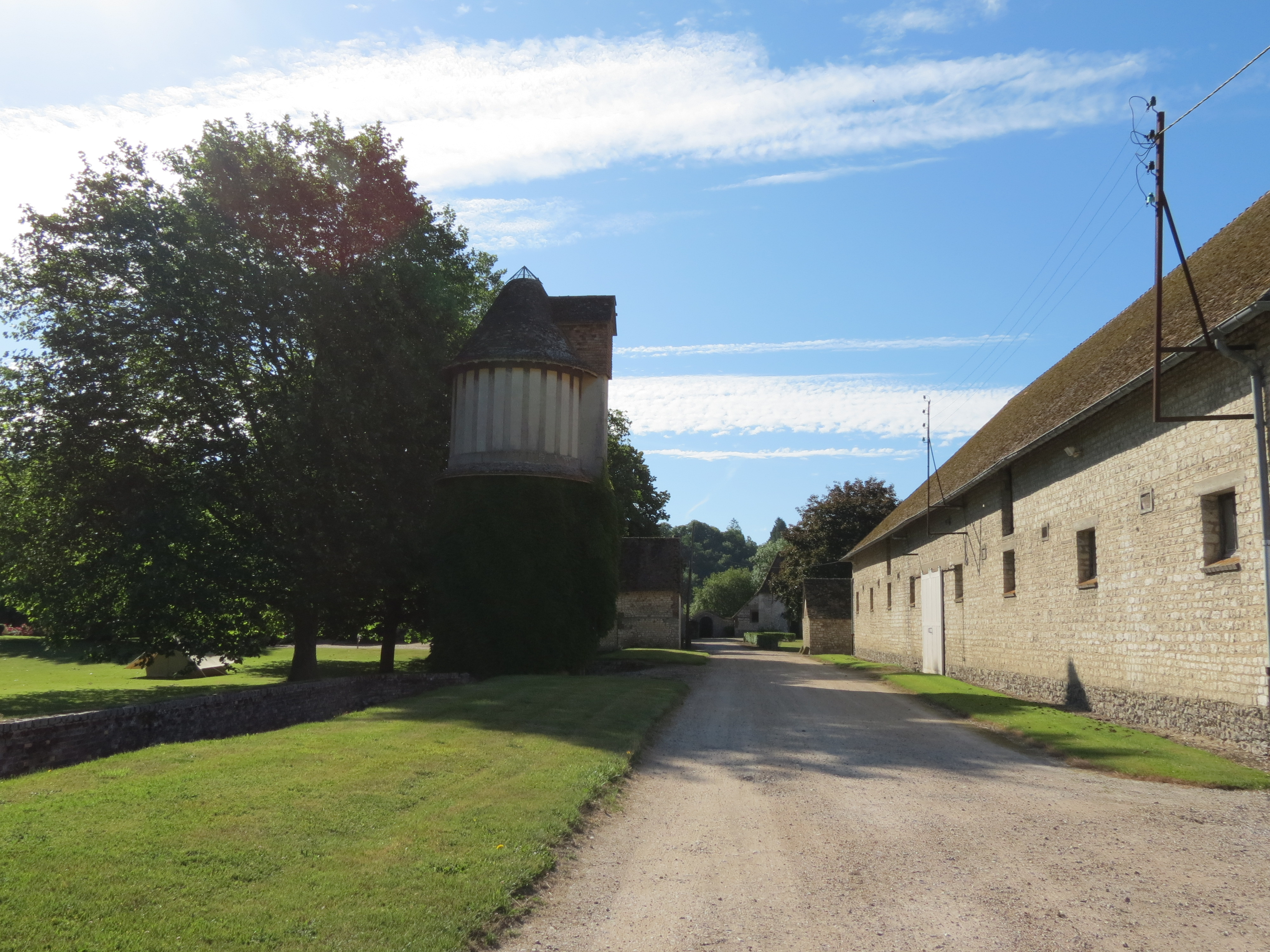
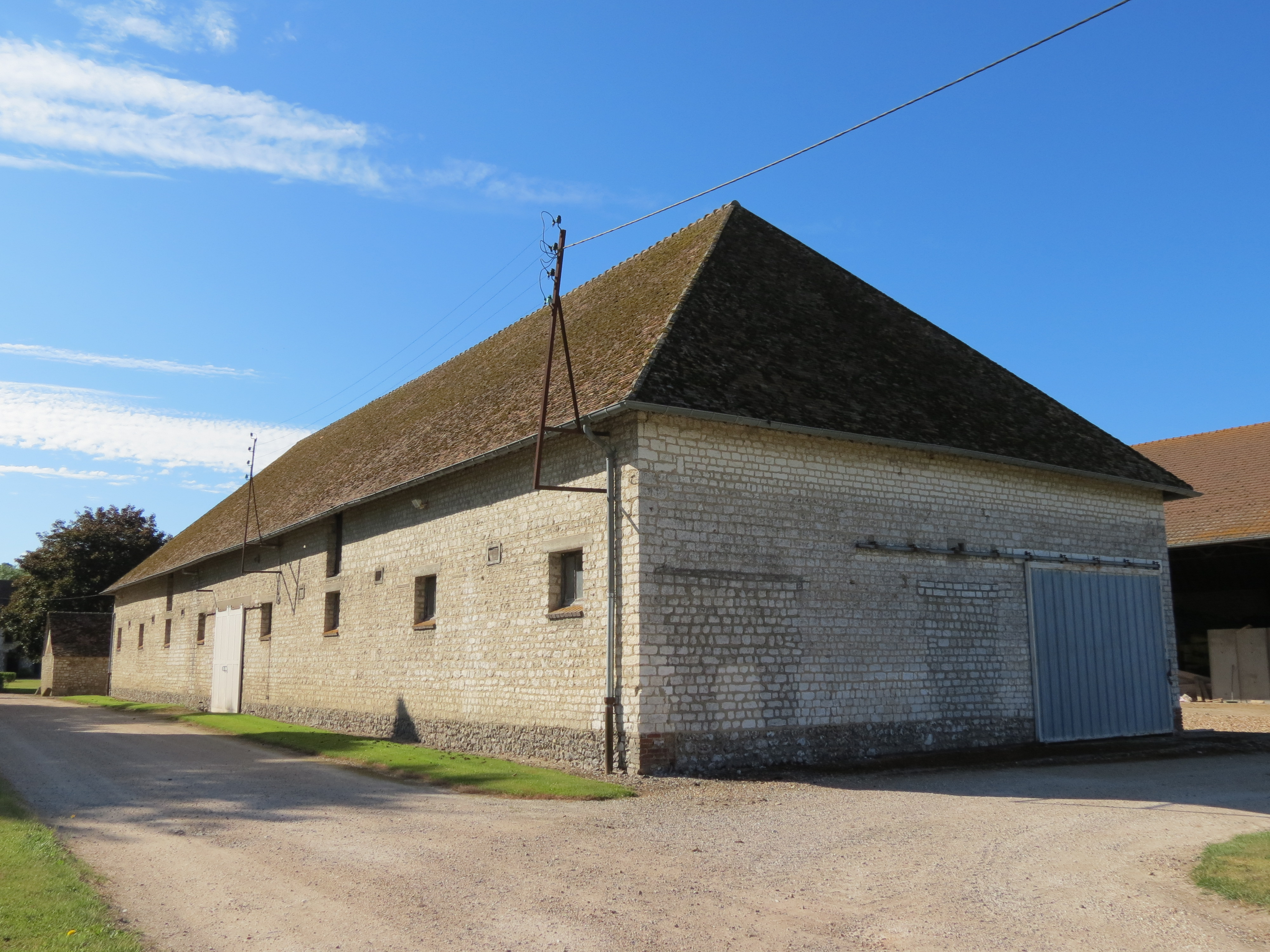

#### La ferme de Port Pinché

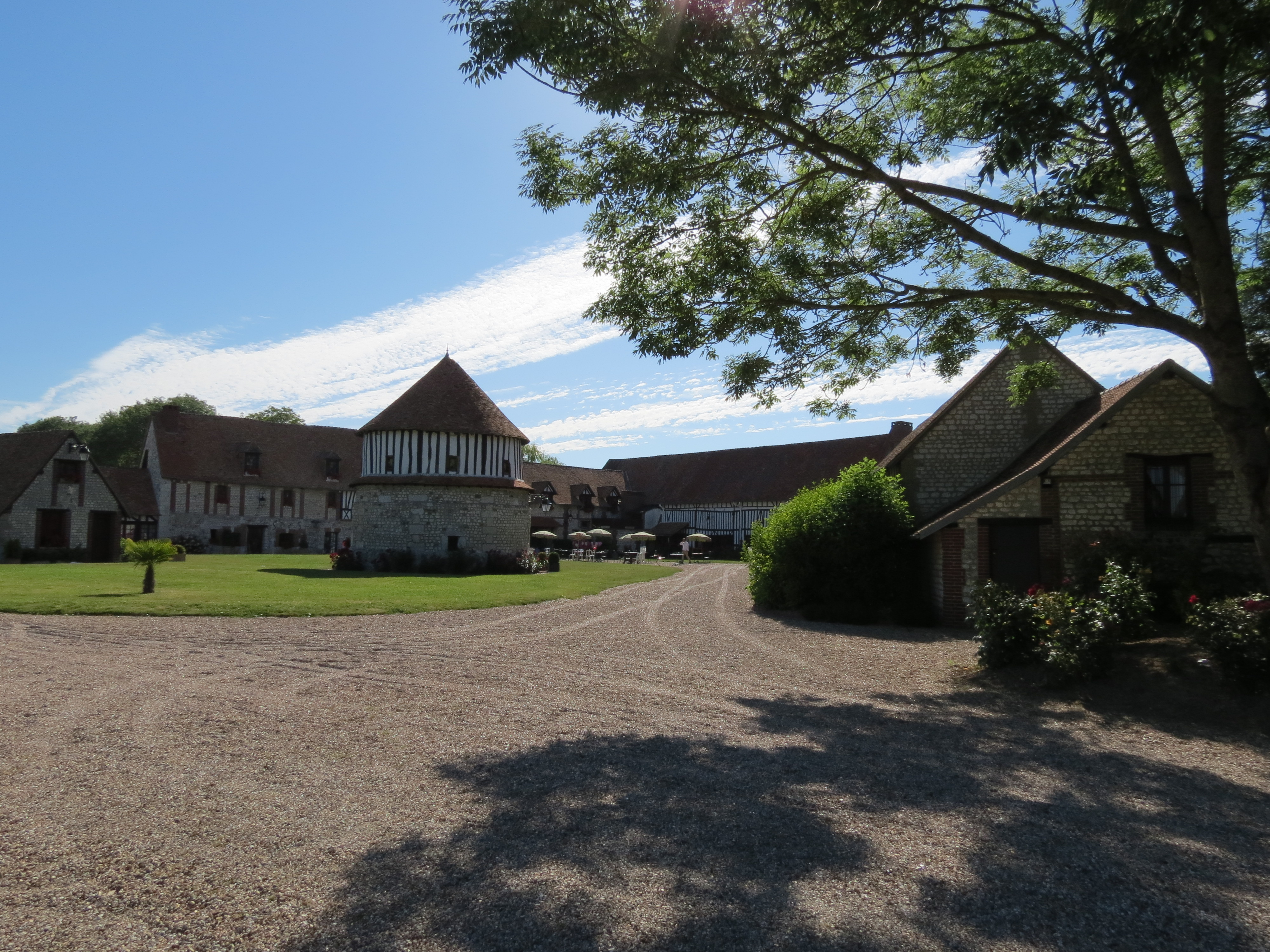
Vue d'ensemble de la ferme de Port Pinché, avec son colombier au centre de la cour.

La ferme de Port Pinché, qui date du XVIIe siècle, se compose d’un logis principal, d'un colombier et de différentes annexes agricoles (granges, étables, écuries). Elle se distingue par son architecture originale, dont le colombier, qui est situé au centre de la cour, constitue l'élément le plus remarquable. Elle reste en l’état.

#### La Petite Ferme
La Petite Ferme est aujourd’hui divisée en plusieurs propriétés. Il en reste notamment une grange aménagée en habitation.

### À Connelles
Sur le plan cadastral de 1834, la ferme de Connelles apparaît déjà tel que Louis Renault la découvrira en 1926, c'est-à-dire avec deux manoirs auxquels s'ajoutent plusieurs bâtiments agricoles :
- le premier manoir, qui date du XVe siècle, a été transformé en grange au XVIIIe siècle. Il est assis sur un soubassement de silex surmonté de colombages. Louis Renault, lorsqu'il achète la ferme en 1926, sauve l’édifice en le consolidant. Il en fait un bâtiment destiné à l’élevage de porcs ;
- le second manoir date de la fin du XVIIIe siècle. Construit en moellons de calcaire sur un soubassement de pierre de taille, avec une couverture en ardoise, il sert de demeure au fermier ;
- quant aux bâtiments agricoles, Louis Renault ne les modifie pas mais il en érige de nouveaux le long des rues, achevant ainsi l’encadrement de la cour.

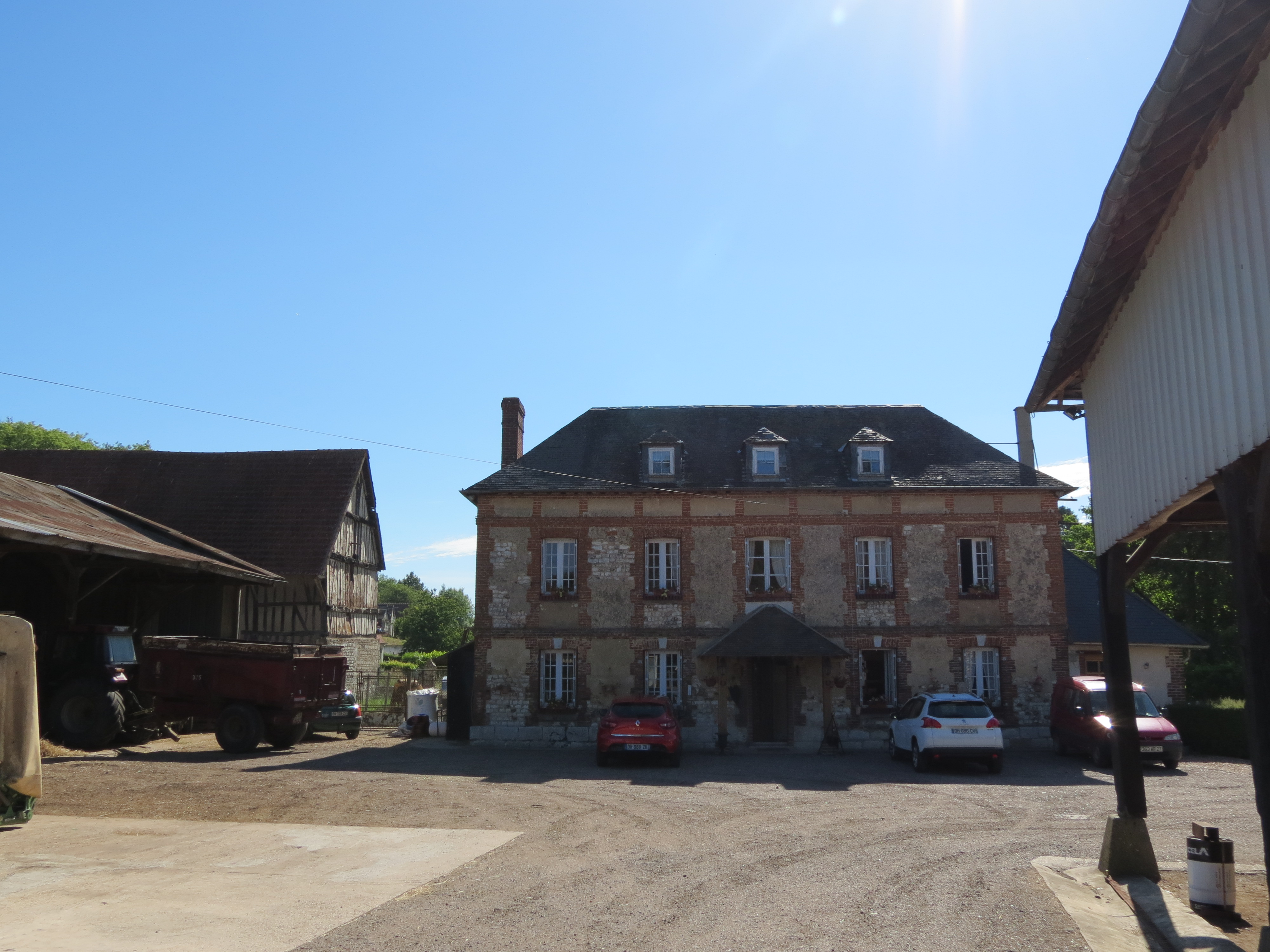
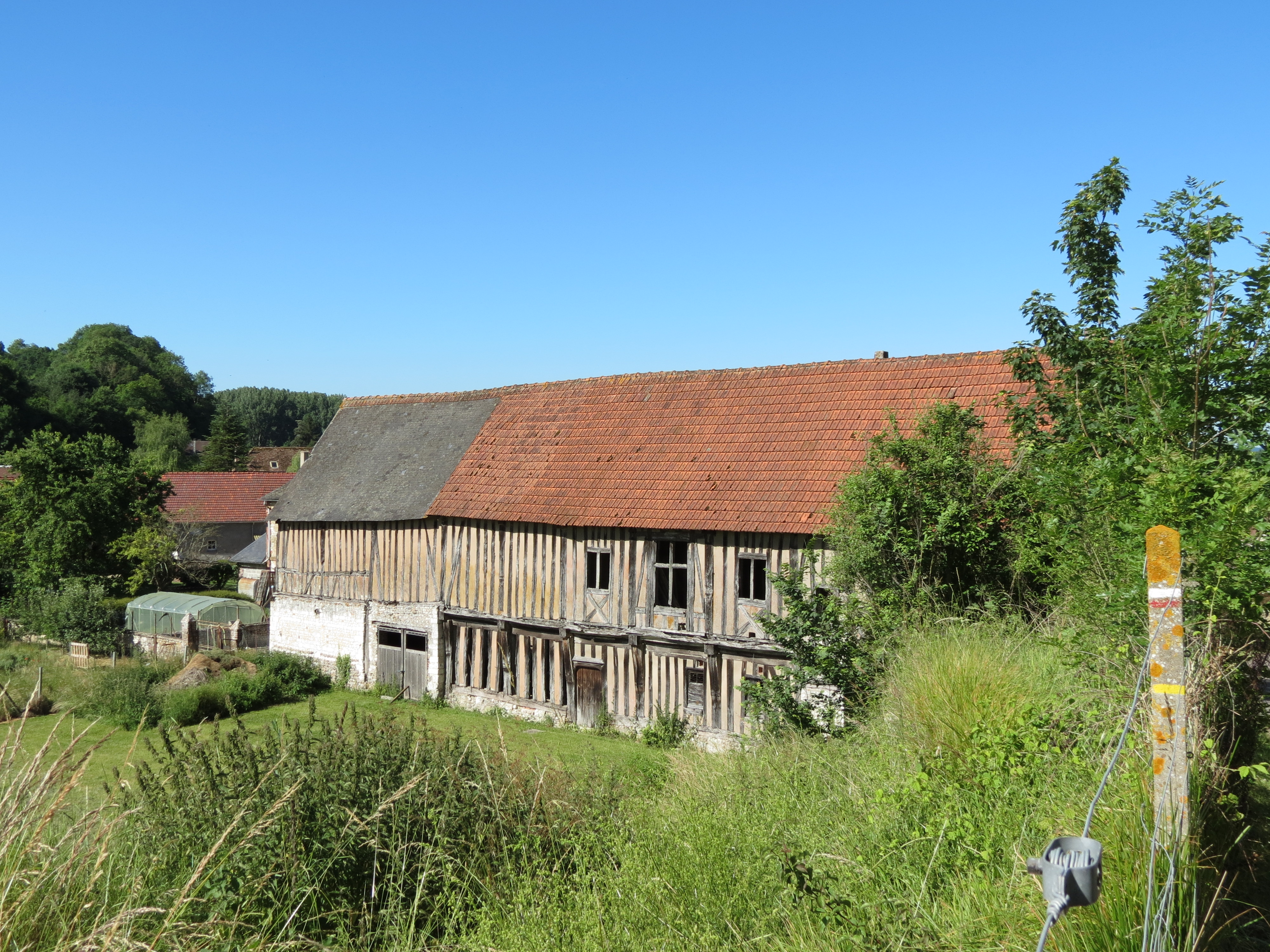
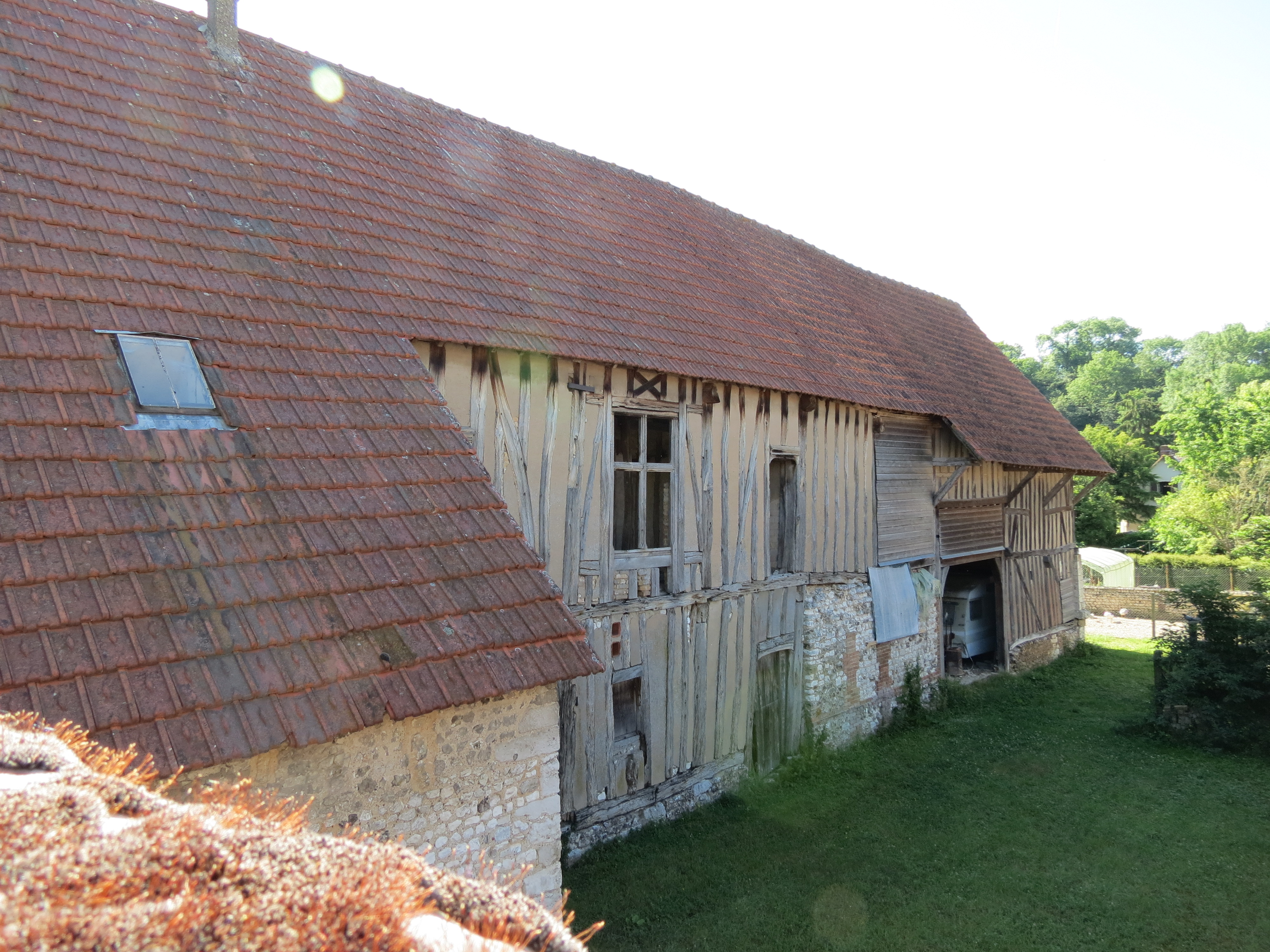

### À Daubeuf

#### La ferme de Fretteville
Sur le cadastre de 1834, la ferme s'organise autour d'une cour carrée. En effet, cette cour est bordée par l’habitation et par six bâtiments, tandis que deux autres édifices, dont un colombier, occupent son centre. Louis Renault n'a pas modifié la structure globale de la ferme mais, si les bâtiments ont été conservés, ils ont été retravaillés : hangars restaurés et agrandis, maison transformée et couverte en tuiles mécaniques, étables remaniées, l’une crépie et couverte d’ardoises, l’autre à pans de bois couverte de tuiles plates. Le colombier a été préservé, tandis qu’apparaissent une tour-silo à grains, un paddock à taureaux en bois et de nouveaux hangars. Un grand bâtiment a remplacé récemment une ancienne grange et un très haut hangar abrite des structures de stockage. Le paddock est en mauvais état, de même qu’un autre bâtiment à l’entrée gauche de la cour.

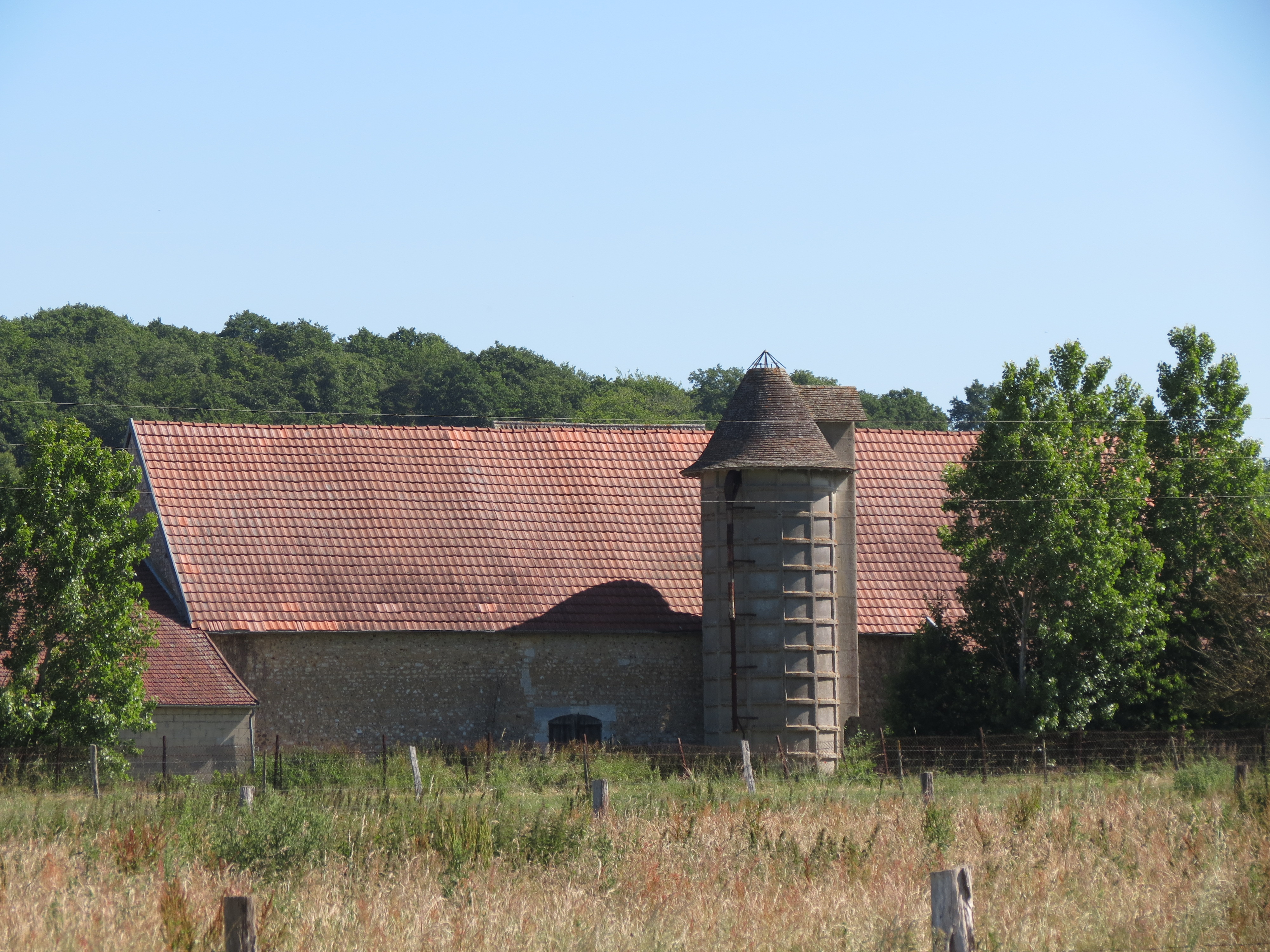
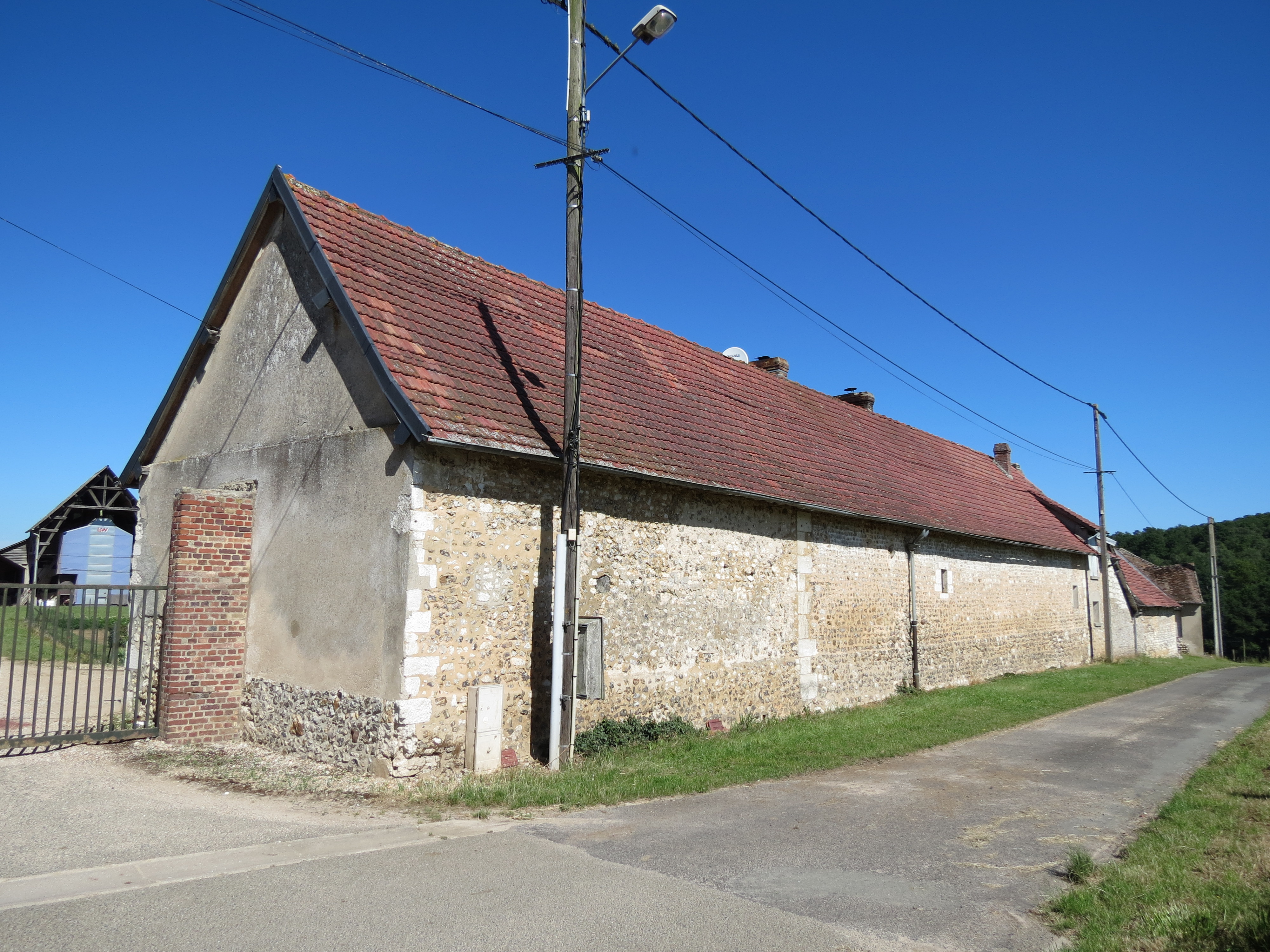
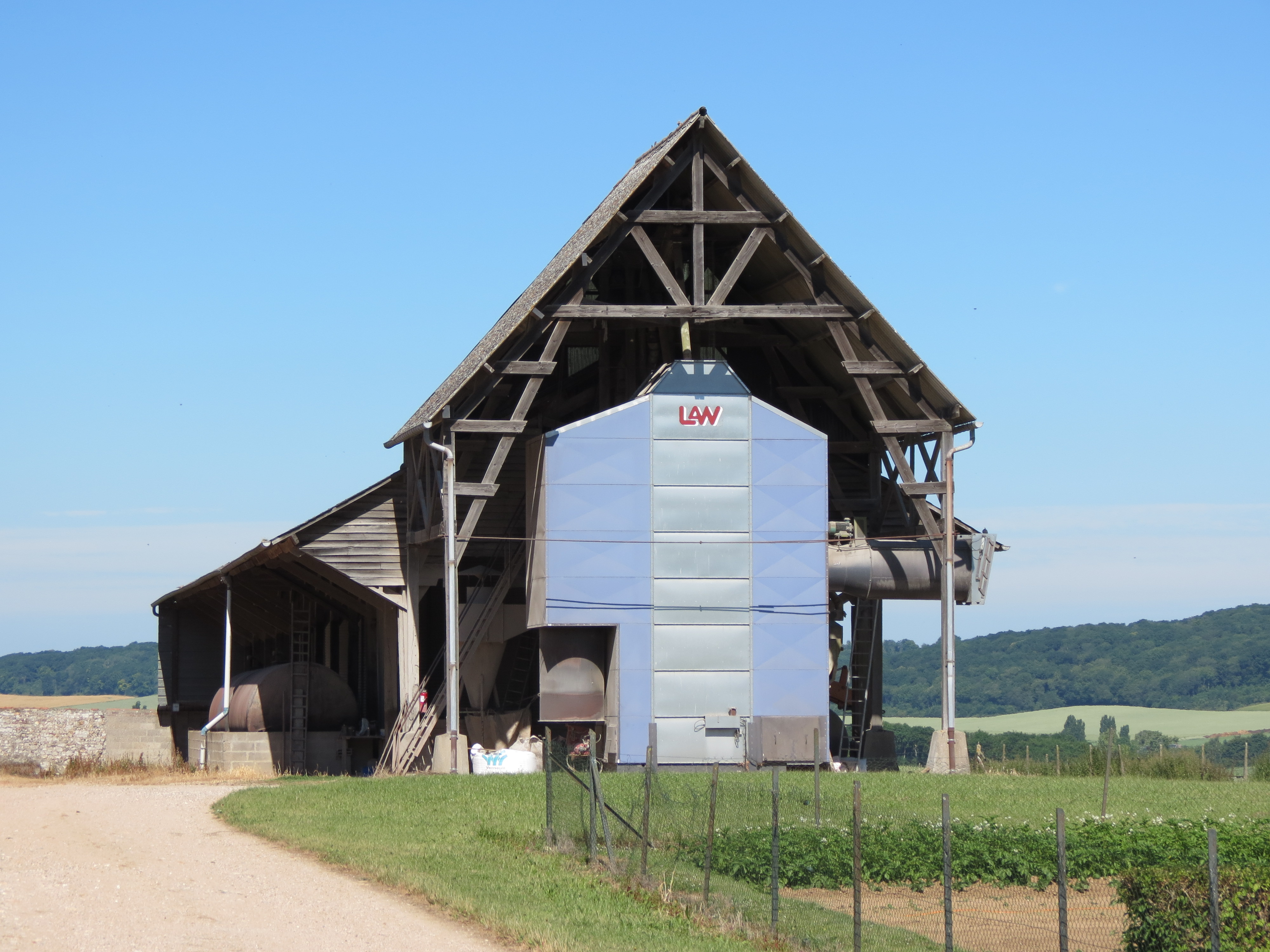
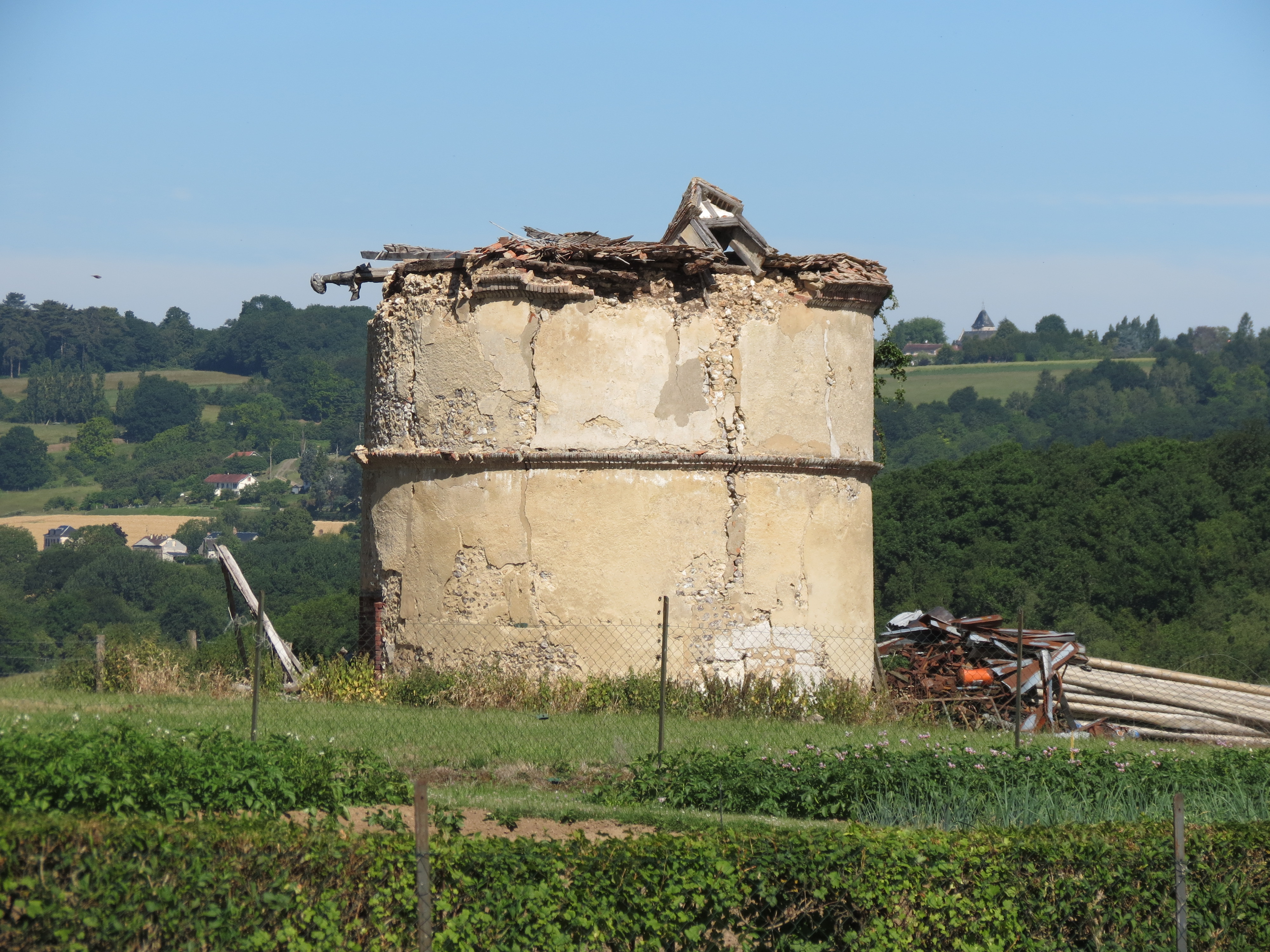

#### Les deux fermes de Mont Joyeux
- La première ferme, spécialisée dans l’élevage des volailles, conserve en l’état son logis à pans de bois et une grange en pierre couverte de tuiles plates. Elle est modifiée par Louis Renault pour accueillir des couveuses à pétrole, une poussinière, une plumeuse mécanique et un silo à grains. Ces bâtiments n’ont pas été modifiés depuis et sont toujours occupés par une exploitation avicole. Des grands poulaillers ont été construits récemment[3].
- La seconde ferme se consacrait à l’élevage et à la polyculture. La majorité des bâtiments existe encore, avec l’habitation, identique au manoir de Connelles. Seul un grand bâtiment a été ajouté par Louis Renault le long de la rue[3].

#### La ferme des Buspins

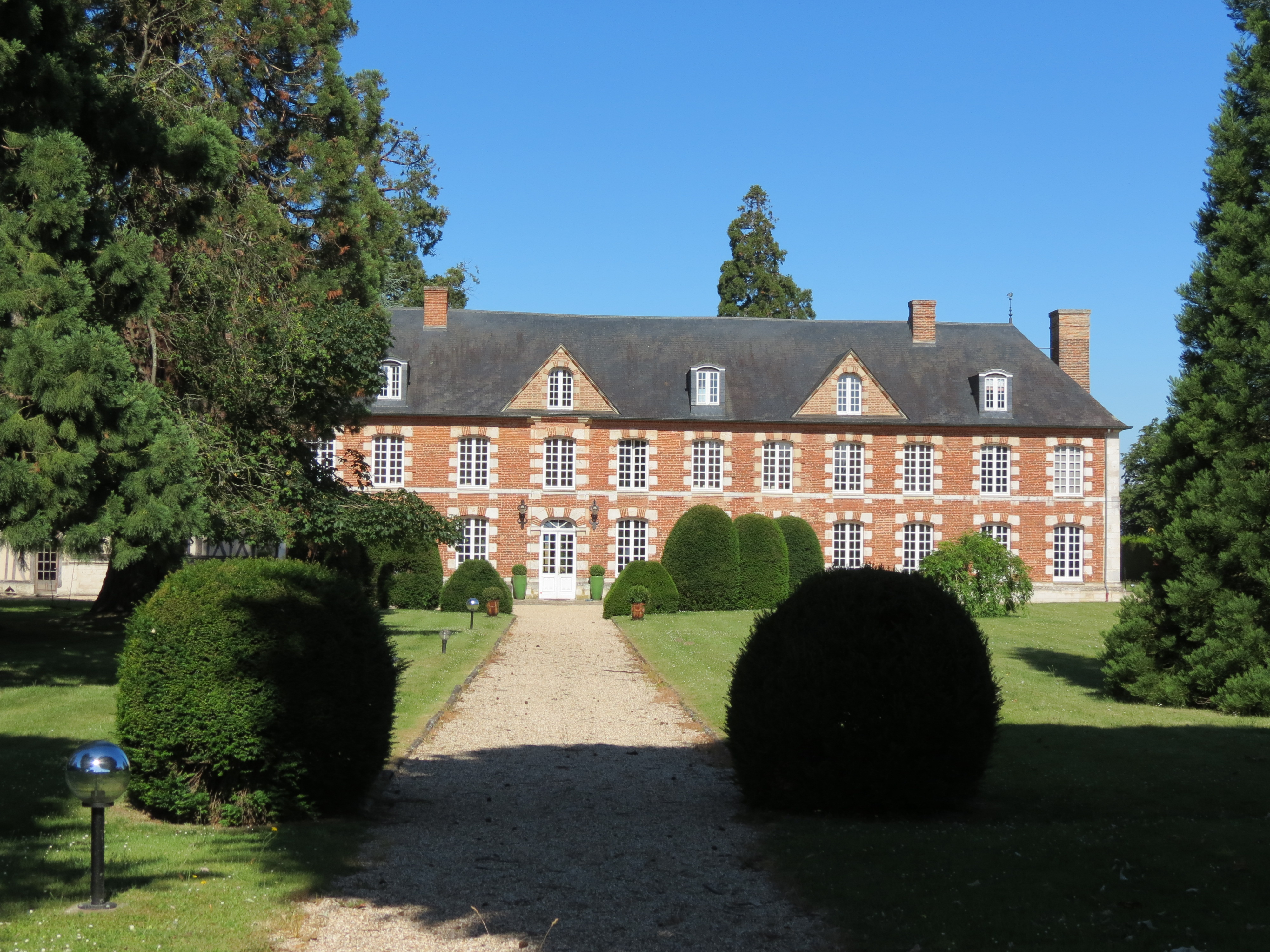
Le château des Buspins.

La ferme des Buspins a été achetée par Louis Renault avec le château du XVIIe siècle attenant. Elle sert de lieu d'expérimentation pour les machines agricoles fabriquées dans les usines de l'industriel. Ce dernier conserve en l'état le château, qui accueille les filles des ouvriers mobilisés de Billancourt en 1939, ainsi que plusieurs bâtiments d’exploitation et le colombier aujourd'hui disparu. Les autres bâtiments sont rénovés et agrandis. Enfin, sont construits : deux hangars qui s’appuient sur le mur du parc du château, un silo à grains, un lieu de stockage des betteraves et un paddock. La maison d’habitation aménagée dans la seconde moitié du XIXe siècle a été habillée ensuite par une façade néoclassique. Un autre hangar a été construit plus récemment au fond de la cour, un autre encore à l’extérieur, à proximité du silo.

### À Herqueville
Sur le cadastre de 1834, la ferme de la Batellerie apparaît comme une ferme à cour carrée avec de nombreux bâtiments d’exploitation (huit dont six importants), un colombier et un manoir.
Séduit par le cadre environnant, Louis Renault fait l'acquisition de cette ferme située sur les hauteurs de la vallée de la Seine. Il détruit les bâtiments et construit à leur place le château. Celui-ci sert alors à la fois de lieu de travail (Renault, qui y reçoit clients et cadres de son entreprise, installe dans l'aile sud le même meuble-bureau que celui présent dans son bureau à l'usine) et de lieu de fête et de détente (Renault, qui reçoit amis, artistes, hommes politiques et écrivains, y construit une piscine intérieure art déco à laquelle sont annexées salle de sport, douche, etc. Il installe également des éléments de domotique très modernes pour l'époque tel qu'un juke-box à bras articulé permettant de changer les disques et diffusant dans l'ensemble du château).
Par la suite, l'industriel achète le domaine Lanquest, contigu au château. Il rase les bâtiments de la ferme, à l'exception d’un petit bâtiment appelé plus tard « la Chaumière », transformée ensuite en salle de billard. Du château Lanquest, il ne conserve que l’aile parallèle à la D 19 et qui deviendra « le Manoir », résidence à colombages, avec une galerie au premier étage. Il fait construire à proximité « le Home » pour sa nièce Charlotte Lefebvre Pontalis. La partie conservée des communs est transformée en écurie pour sa femme Christiane. Enfin, une bâtisse appelée la maison des Matelots et dont le rez-de-chaussée est occupé par un hangar à bateaux, est construite sur les bords de la Seine.

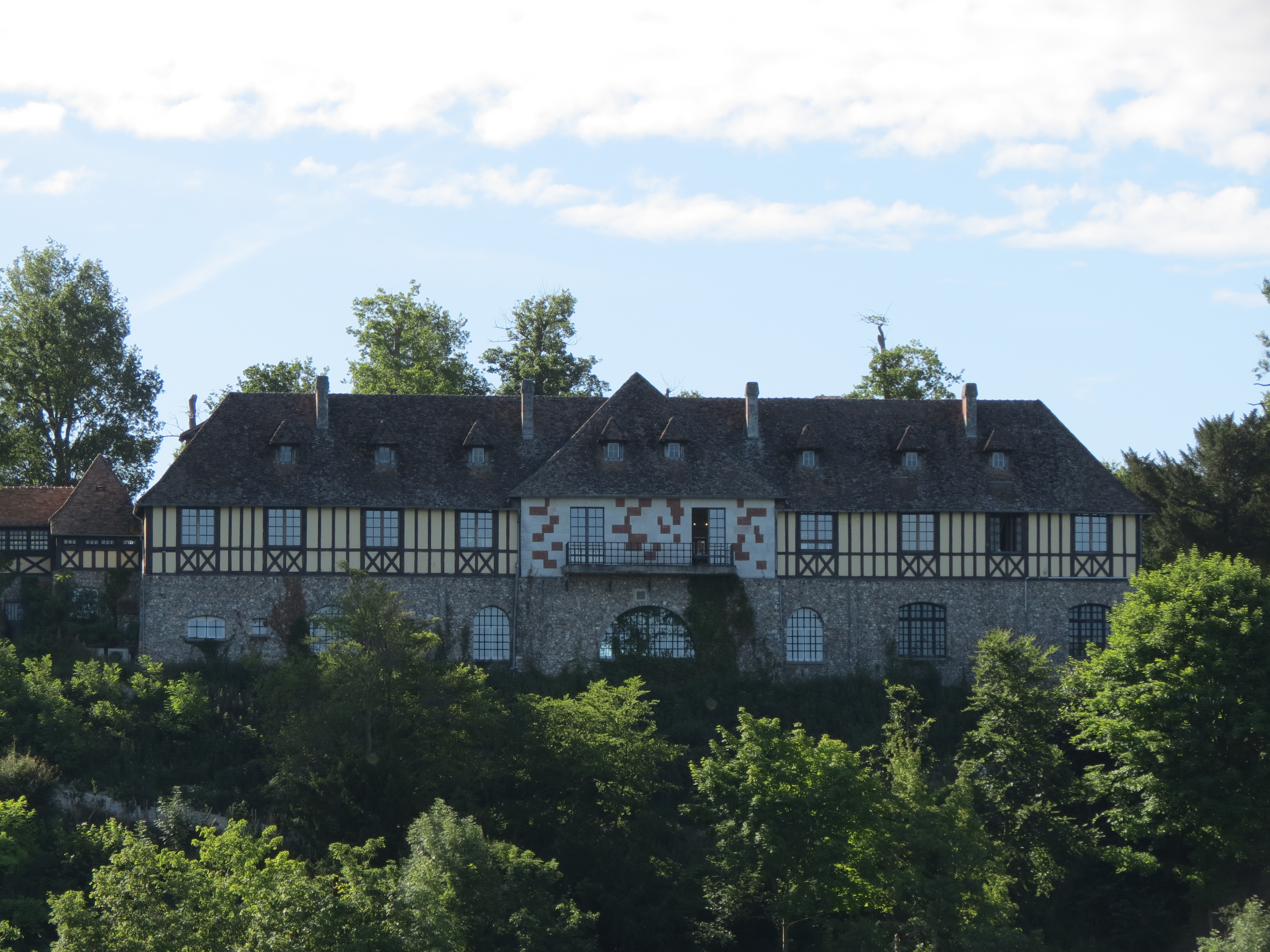
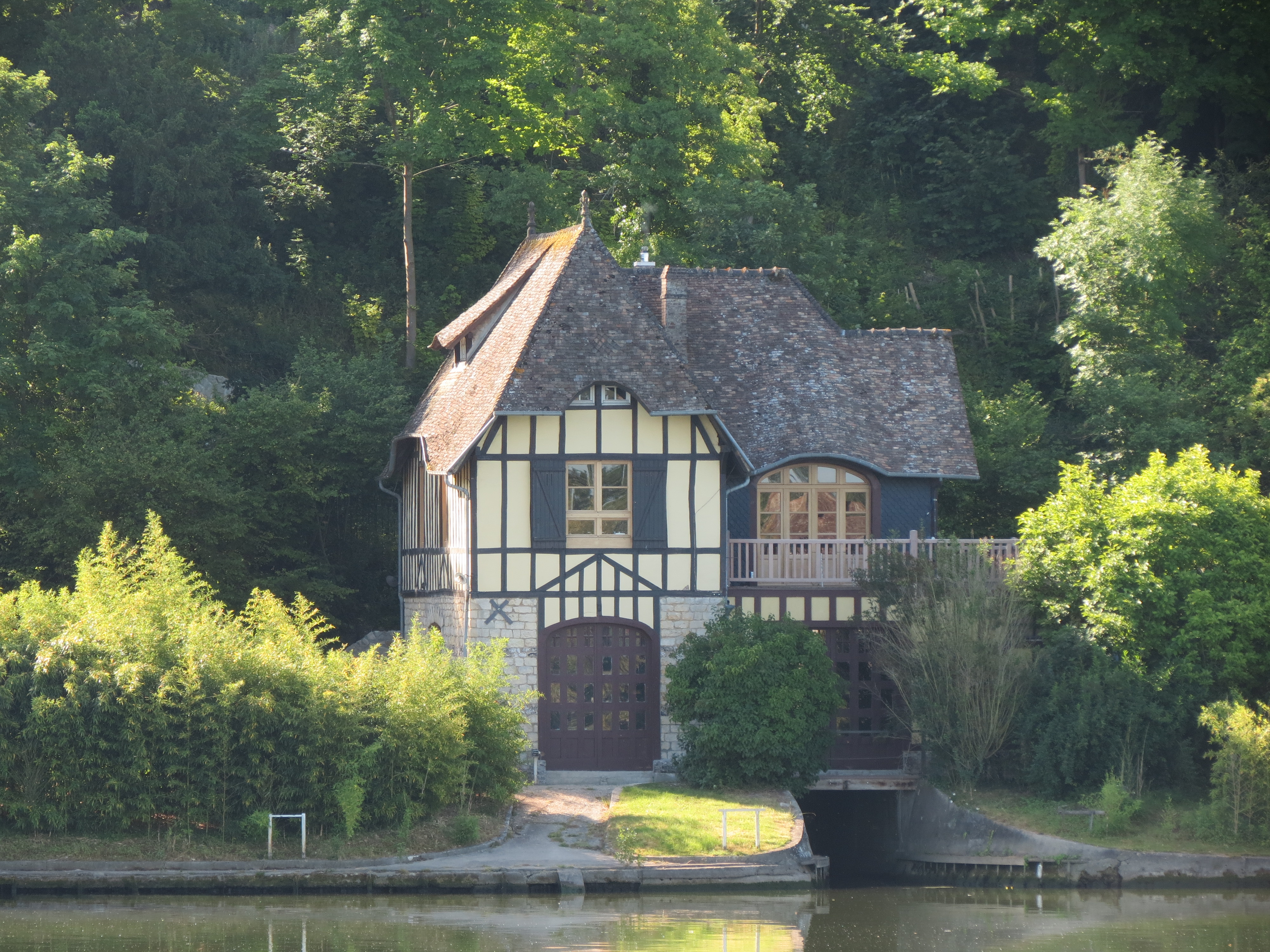

### À Muids
La Ferme blanche a été construite par Louis Renault. Les différents bâtiments, aux styles variés, entourent une cour carrée. La maison d’habitation comporte un étage. Il n’y a pas de tour-silo ou de paddock.

### À Andé
Louis Renault y possédait notamment le moulin d'Andé.

## Caractéristiques architecturales: style Louis Renault

### Architectes et main-d'œuvre
Pour les constructions nouvelles de son domaine, Louis Renault fait appel successivement à deux architectes : d'abord, l'architecte parisien André Arfvidson de 1906 à 1926 ; puis l'architecte Bonini, d’origine suisse.
Toutefois, il est important de souligner, en arrière-plan, la présence omniprésente de l'industriel permettant ainsi d'assurer une homogénéité entre les constructions des deux architectes.
Par ailleurs, Louis Renault fait appel à une main-d’œuvre étrangère, en particulier des maçons italiens venus du Frioul, dirigés par le maître-maçon Domenico Cargnelli. Celui-ci est alors bien connu de l'industriel puisqu'il avait participé à la construction de ses usines de Billancourt et du Mans, ainsi qu'à la réfection de son vieux fort situé sur la Grande Île de l’archipel des Chausey.
Au plus fort de l'activité, c'est-à-dire en 1934-1935, il y a jusqu’à une centaine de maçons, dont la moitié italiens, et sont organisés en équipes afin de travailler jour et nuit.

### Démarche générale et lignes directrices

#### Entre tradition et modernité
Le « style Renault » se caractérise par la complémentarité entre, d'un côté, l'architecture traditionnelle et les matériaux anciens et, de l'autre, les techniques novatrices et les matériaux modernes ; et ce, aussi bien du point de vue des moyens utilisés que des travaux entrepris ou des bâtiments construits.
Louis Renault est resté dans la tradition : 
- par l'utilisation, sur les constructions nouvelles, de matériaux locaux (soit de récupération, notamment sur certaines fermes, soit produits sur place, comme le calcaire extrait des carrières dont il était propriétaire) afin qu'elles s'intègrent parfaitement dans leur environnement. Peut être citée, à titre d'exemple, la grange d’Herqueville, laquelle présente des murs en moellons de calcaire posés en bandes parallèles sur un soubassement de silex ;
- par l’emploi d’entreprises locales pour les travaux de charpente et de couverture, pour les huisseries ou pour la fabrication des meubles du château et des fermes ;
- par la restauration des édifices anciens.

La modernité est présente essentiellement dans les constructions nouvelles et en particulier dans l'utilisation que fait Louis Renault du béton armé ou des parpaings en béton. En effet, ceux-ci amènent à ne plus avoir besoin de marquer les chaînages d'angles ou les encadrements de fenêtres. Par conséquent, l'industriel peut, lorsqu'il le souhaite, constituer des lits horizontaux sur tout le pourtour des constructions sans établir d'éléments verticaux.
Enfin, le côté traditionnel et le côté moderne se côtoient sur certaines constructions où la forme ancienne est conservée mais seulement grâce à des matériaux modernes. C'est le cas des tours-silos qui sont recouvertes de colombages plaqués sur une structure en ciment ou de barres de béton les imitant. Il en est de même pour la charpente du hangar de battage de la ferme principale qui est lambrissée mais qui est composée de poutres et autres éléments de bois fendus, puis regroupés par deux pour renforcer l'ensemble. Enfin, sur d'autres, le ciment laisse place à la chaux pour jointoyer, les poutres sciées et boulonnées remplacent les poutres fendues avec tenons et mortaises.

#### Entre processus de standardisation et recherche esthétique
La démarche mise en œuvre par Louis Renault s'inscrit à la fois dans un processus de standardisation des éléments du domaine et dans une recherche de la qualité esthétique de ces mêmes éléments.
En effet, Louis Renault « ne conçoit pas une pièce sans l'imaginer au sein d'un processus industriel. Il va la penser, la dessiner, la préfabriquer potentiellement, mais également faire travailler ses équipes d'ingénieurs à Billancourt, la faire tester par ses métayers et la faire
évoluer sans cesse. Il lui sera toujours possible de lancer des quasi chaînes de fabrication pour ses créations ». L'uniformisation est la règle, créant ainsi un lien entre les différents éléments du domaine : les paddocks à taureaux et les tours-silos au sein des fermes, les murs de clôture, les clous et les motifs sur les portes et les portails (par exemple, les portails du cimetière d'Herqueville utilisent le même modèle de ferronnerie que celui du balcon du château. Il en est de même pour l'un des portails de Porte-Joie qui comporte des clous en croissant, motif qui se retrouve sur la porte de l'église de Vatteville, située à côté d'Herqueville).
Toutefois, malgré ce processus de standardisation, les éléments créés par Louis Renault font toujours l'objet d'une recherche esthétique (voir la partie suivante sur le style Renault).

### Éléments spécifiques du style Louis Renault

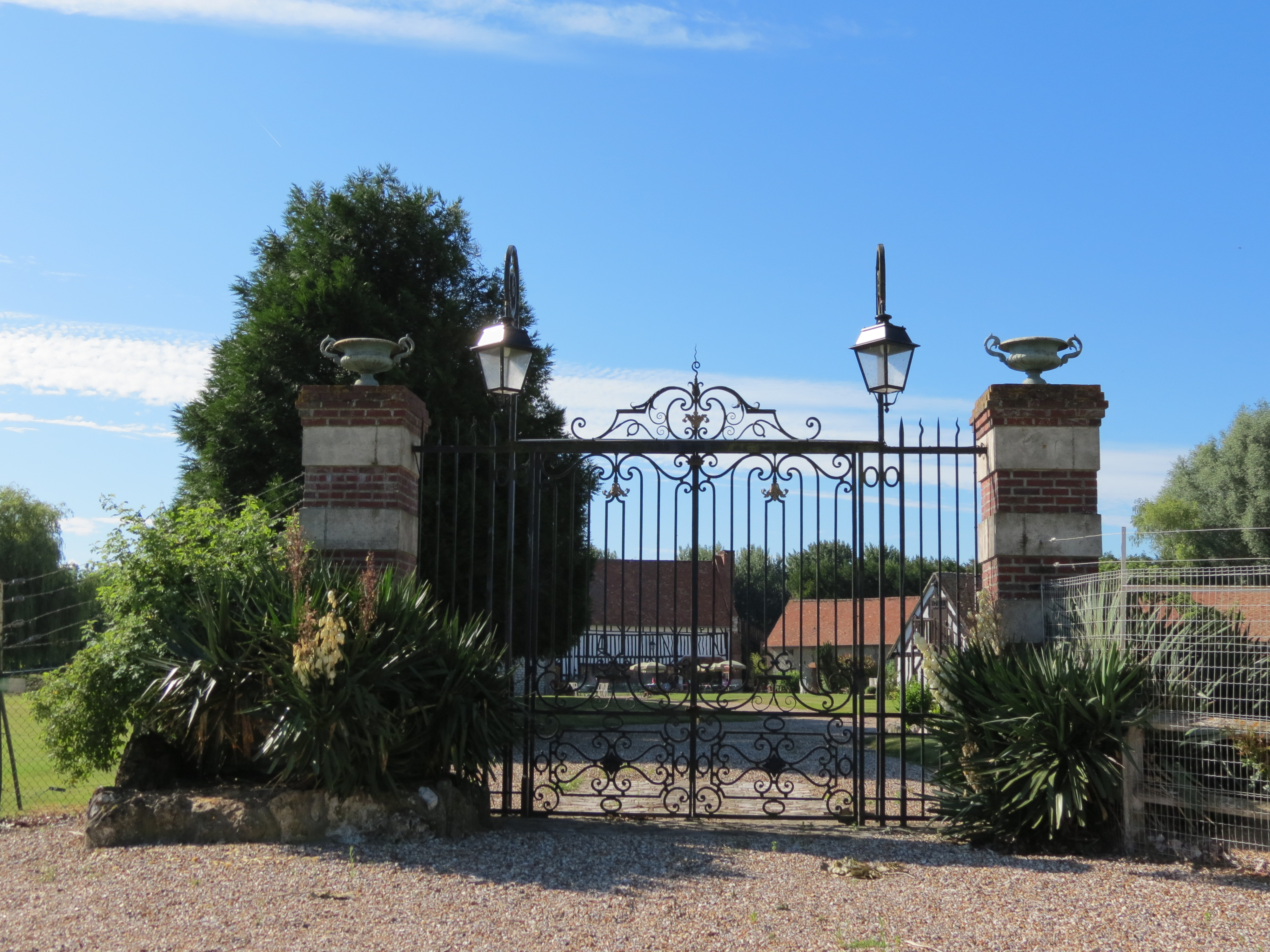
Le portail de la ferme du Port Pinché.

- Les portails. Ils correspondent à la qualité sociale de la construction à laquelle ils appartiennent : le plus grand pour le château, un plus petit pour la ferme principale, un plus petit encore pour les maisons et enfin, les plus petits pour le poulailler ou la niche des chiens. Toutefois, quel que soit le lieu et le positionnement au sein du domaine, l'aspect esthétique et la qualité des matériaux ne sont jamais négligés : « chaque élément est très bien constitué souvent en bois, avec des rivets ouvragés ou des éléments en ferronnerie »[5].
- Les clous Renault. Ils sont composés de deux carrés disposés à 45°. Le positionnement géométrique de ces clous se fait selon une trame régulière qui démontre une recherche en termes de composition architecturale. En effet, les clous parsèment « les portes aux bois placés verticalement ou en diagonale à 45°, ce qui vient donner du mouvement aux façades composées de lits horizontaux alternés silex et craie »[10].La mairie d'Herqueville caractérisée par l'utilisation du silex et du vert Billancourt.

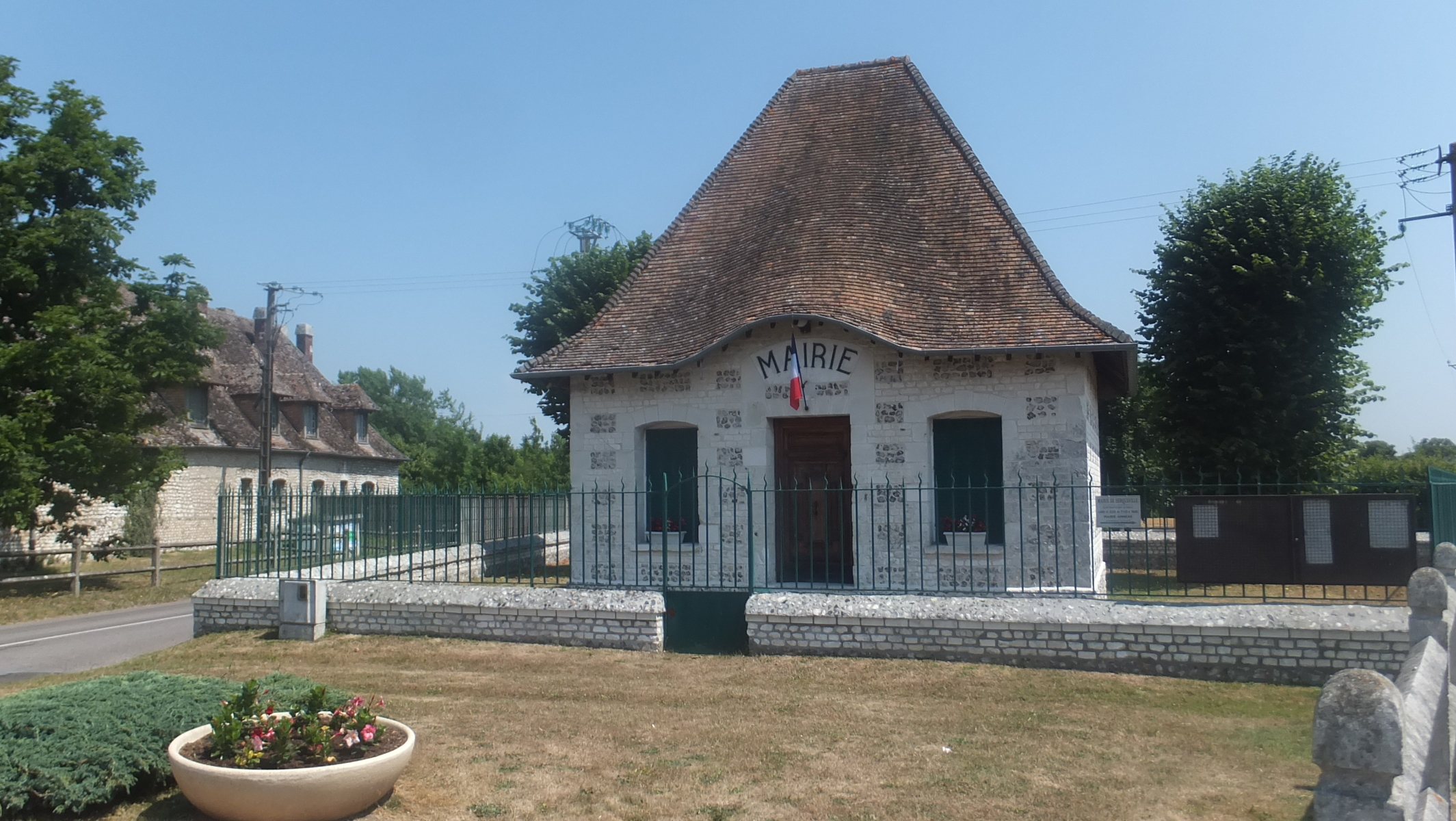
La mairie d'Herqueville caractérisée par l'utilisation du silex et du vert Billancourt.

- Le vert Billancourt. Il s'agit d'une peinture qui est fabriquée au sein même des usines automobiles de Louis Renault. Elle est utilisée, à travers tout le domaine, sur nombre de portails et de portes ainsi que sur leurs ferronneries.
- Le silex. Louis Renault  emploie systématiquement le silex comme élément ornemental des façades des bâtiments (en bandes horizontales, en rectangles ou en damiers). Il l'utilise également sur des constructions ou parties de construction de façon plus incongrue : chapeaux de murs, rampes d'escaliers extérieurs ou niches à chiens[3] ;
- La bichromie. Il s'agit d'un appareil de construction et d'une technique de parement de murs réalisé en disposant divers matériaux de telle façon qu'ils créent un motif en damier. Elle constitue l'élément retenu par Louis Renault pour caractériser ses nouvelles constructions dans le territoire (éléments de portails ou de clôture, façades de bâtiments et château principal). Il s'inspire des couches de silex noirs qui alternent avec les couches de craie blanche, visibles sur les falaises de la vallée de la Seine[12].

### Un modèle de ferme
La majorité des fermes du domaine est bâtie sur un modèle commun qui se caractérise par :
- une entrée monumentale constituée de grandes arches de pierres et comprenant une porte charretière au milieu et une ou deux portes latérales pour les piétons ;
- de grands hangars construits soit en pierre, soit en bois, avec bardage et essentage sur les pignons ;
- des paddocks à taureaux construits en bois sur un sol maçonné et recouverts de petites tuiles plates ;
- des tours-silos recouvertes de colombages ou de barres de béton les imitant et surmontées d’un toit en poivrière. Elles  servaient au stockage du grain ou du fourrage.

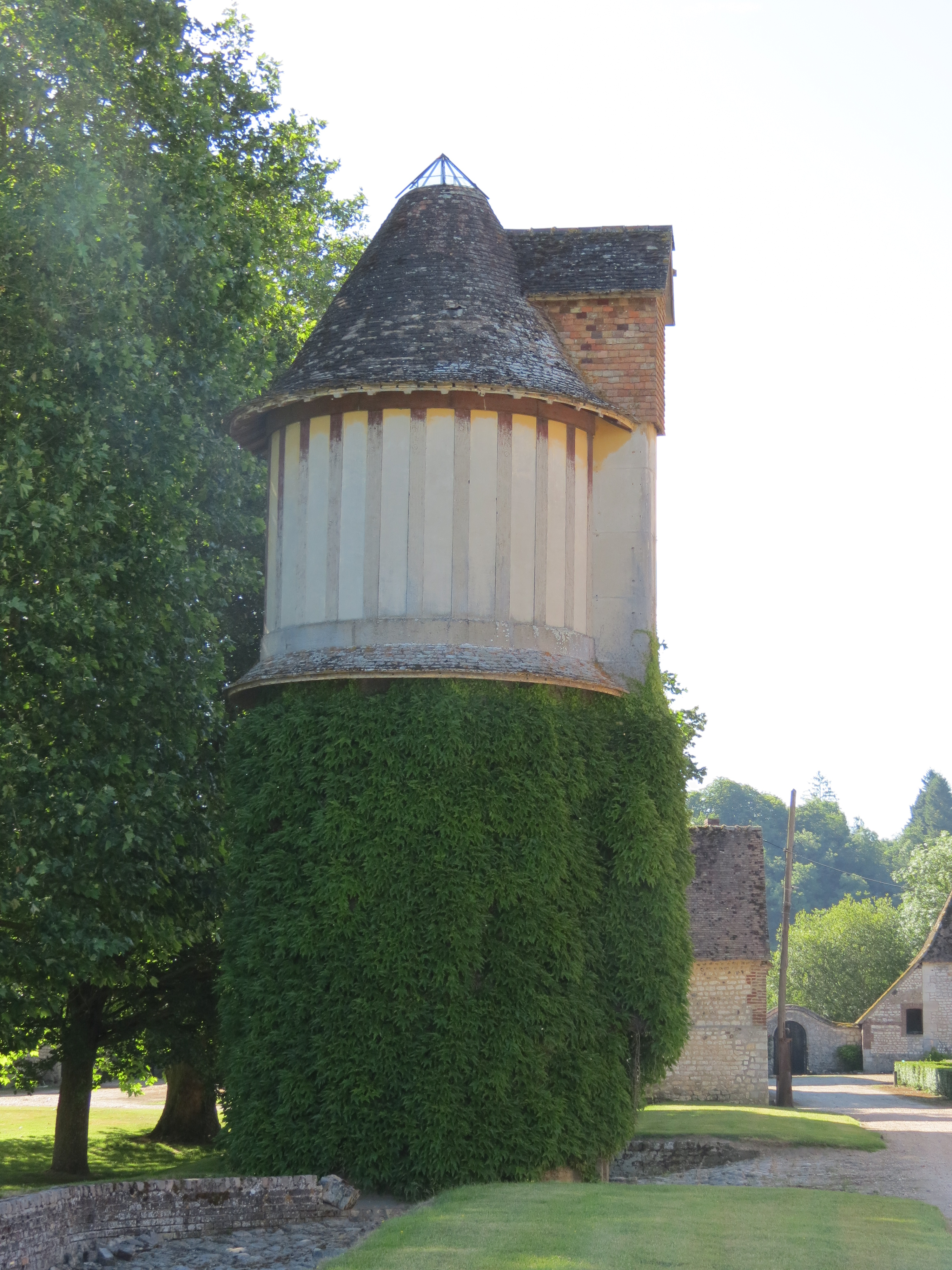
La tour-silo de la Grande ferme.
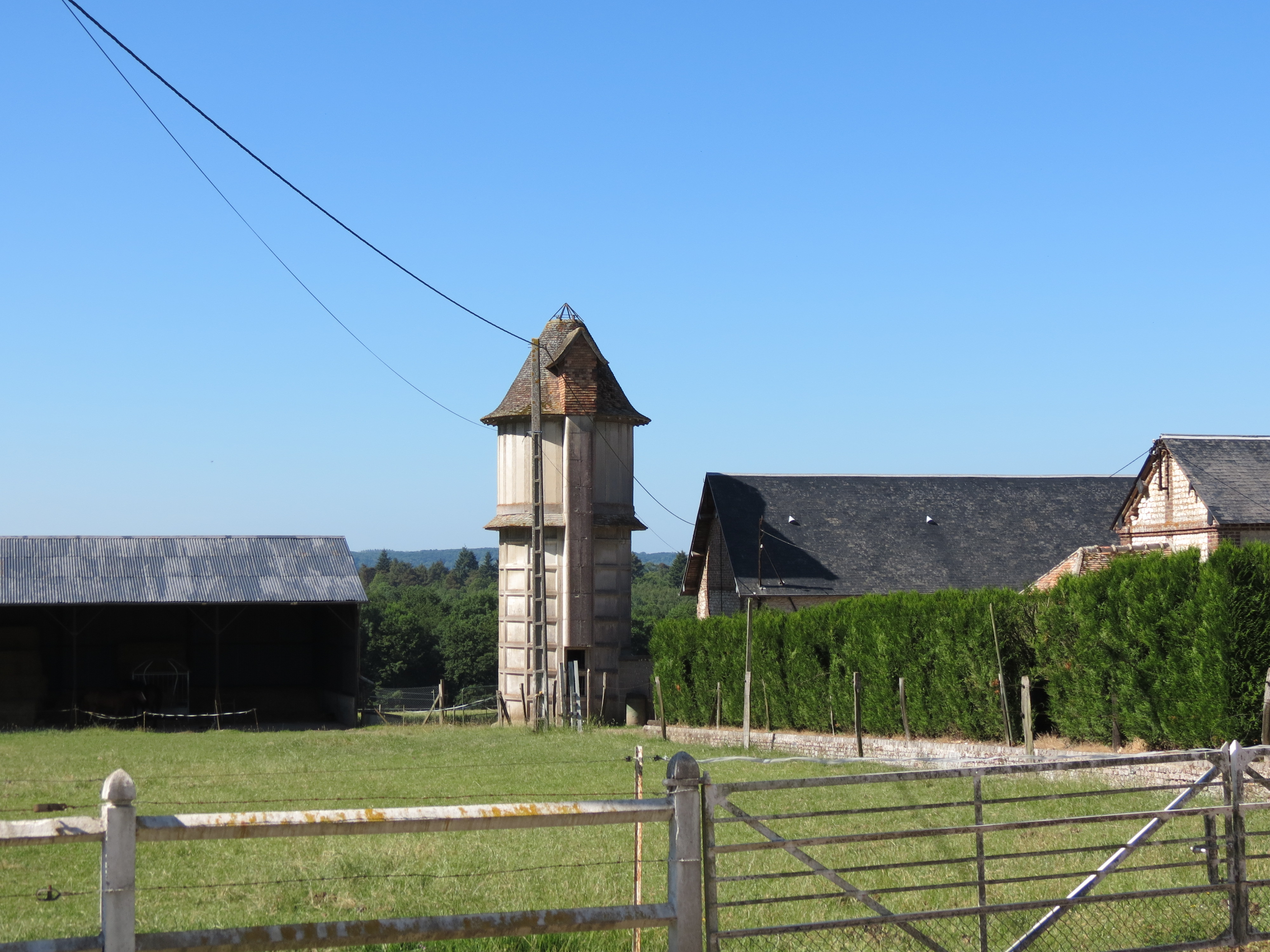
La tour-silo de la ferme des Buspins.

## Protection
Une partie du domaine de trouve dans le périmètre de protection du site inscrit des falaises de l'Andelle et de la Seine.
Aucun des bâtiments ayant appartenu au domaine Renault n’est protégé au titre des monuments historiques.
Toutefois, plusieurs d'entre eux sont recensés à l'inventaire général du patrimoine culturel. C'est le cas du manoir de Port Pinché, de la ferme de Fretteville, du château des Buspins et d'une ferme de Mont Joyeux.